# Comando generale di tecnologia aerospaziale
Il Comando generale di tecnologia aerospaziale (in portoghese Comando-Geral de Tecnologia Aeroespacial), una volta chiamato  Centro tecnico aerospaziale (in portoghese Centro Técnico Aeroespacial), è un centro di ricerche aeronautiche brasiliano situato nella città di São José dos Campos, nello Stato di San Paolo.